# Panteon Narodowy w Krakowie

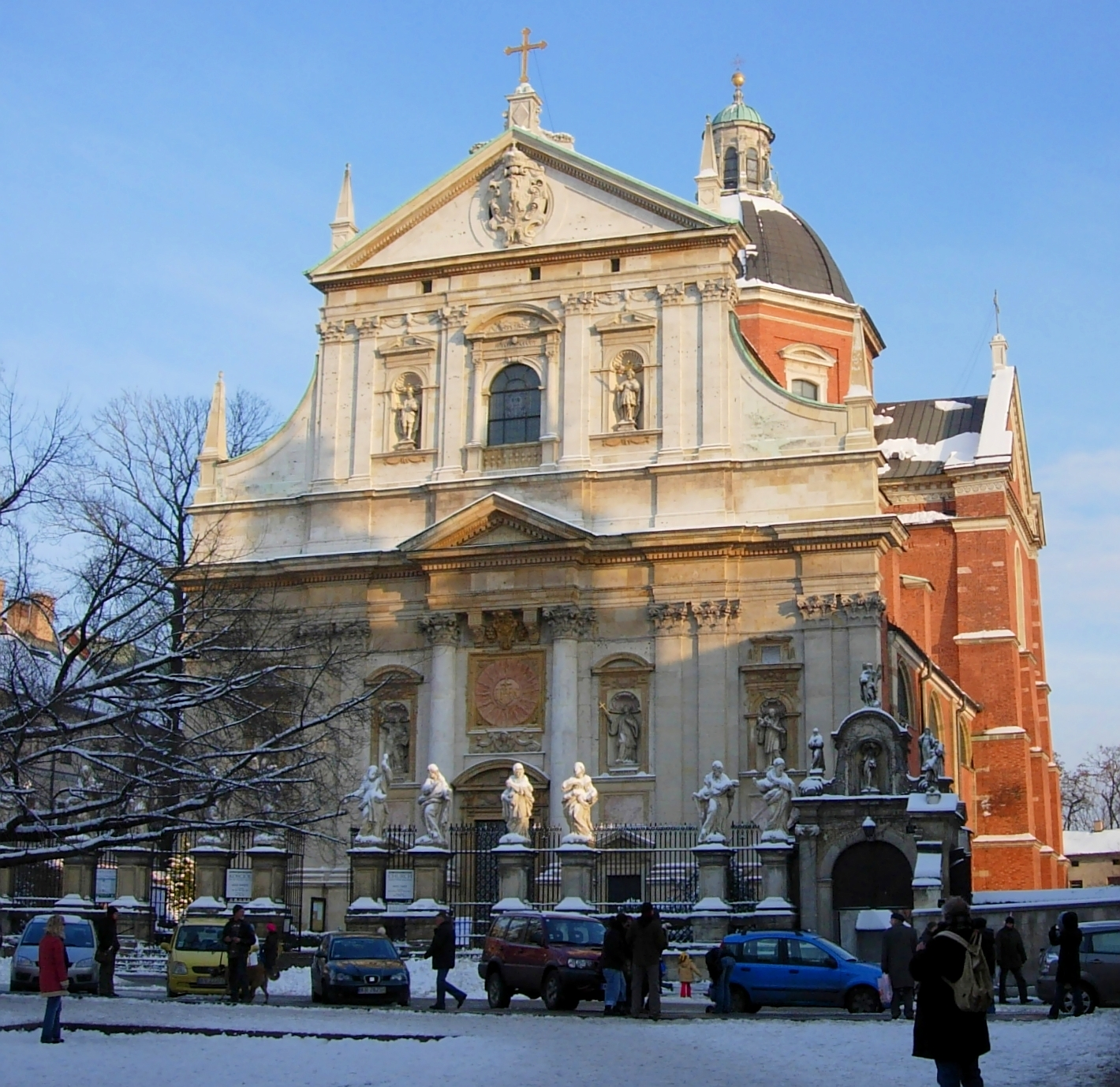
Kościół Świętych Apostołów Piotra i Pawła w Krakowie

Panteon Narodowy w Krakowie – miejsce spoczynku najwybitniejszych twórców narodowej sztuki, kultury i nauki, kontynuacja idei krypty zasłużonych na Skałce. O pochówkach decyduje Kapituła Panteonu, w której składzie znaleźli się: Minister Kultury i Dziedzictwa Narodowego, Prezes Polskiej Akademii Nauk, Prezes Polskiej Akademii Umiejętności, JM Rektor Uniwersytetu Jagiellońskiego, Metropolita Krakowski, Prezydent  Miasta Krakowa oraz Przewodniczący Rady Fundacji Panteon Narodowy.

## Idea

### Historia
Idea Panteonu Narodowego w Krakowie narodziła się w maju 2009 po wycofaniu się ojców Paulinów z rozbudowy krypty zasłużonych na Skałce. Pomysłodawcą tej idei był prof. Franciszek Ziejka.
Projekt uzyskał szerokie poparcie środowisk twórczych w podpisanym 26 stycznia 2010 liście intencyjnym wyrażającym chęć budowy w Krakowie Panteonu Narodowego przy kościele św. Piotra i Pawła znajdującego się przy ul. Grodzkiej 52a.
Następstwem listu było utworzenie Fundacji „Panteon Narodowy”, powołanej przez 11 publicznych uczelni Krakowa (Uniwersytet Jagielloński, Akademia Sztuk Pięknych, Akademia Muzyczna, Akademia Górniczo-Hutnicza, Uniwersytet Ekonomiczny, Politechnika Krakowska, Uniwersytet Pedagogiczny, Państwowa Wyższa Szkoła Teatralna, Akademia Wychowania Fizycznego, Uniwersytet Rolniczy, Uniwersytet Papieski Jana Pawła II), Polską Akademię Umiejętności oraz Archidiecezję Krakowską.

### Prowadzone prace
Prace przygotowawcze rozpoczęły się w październiku 2010, a otwarcie pierwszej części nastąpiło 27 września 2012, w 400. rocznicę śmierci ks. Piotra Skargi spoczywającego w jednej z kościelnych krypt. Ma to nawiązać do daty otwarcia Krypty Zasłużonych na Skałce – 19 maja 1880, dokładnie w 400. rocznicę śmierci Jana Długosza, którego ponowny pogrzeb dał jej początek.
Nowo budowany Panteon powstaje z połączenia istniejących, pustych krypt pod kościołem św. Piotra i Pawła oraz nowego budynku planowanego w zakościelnym wirydarzu-dziedzińcu.
Po zakończeniu całości prac od strony Collegium Broscianum UJ otwarte zostanie nowe, niezależne wejście do Panteonu.
Memorialny wymiar Panteonu powiązany będzie ściśle z jego funkcją muzealną i edukacyjną, adresowaną do turystów i pielgrzymów odwiedzających Kraków, a także młodzieży, dla której przeznaczony jest realizowany już program szeroko rozumianej edukacji humanistycznej i patriotycznej.
Za podstawę powstającego Panteonu przyjęto następujące założenia:
- panteon Narodowy w Krakowie ma być miejscem spoczynku najwybitniejszych twórców narodowej sztuki, kultury i nauki;
- panteon dostępny będzie dla każdego twórcy godnego miana Wielkiego Polaka, niezależnie od poglądów i przekonań;
- panteon pozostaje niezależną od Kościoła przestrzenią narodowej pamięci, będącą w dyspozycji Fundacji Panteon Narodowy;
- decyzje o pochówkach w Panteonie Narodowym podejmuje kapituła.

## Pochowani

### Przed utworzeniem Panteonu
- Piotr Skarga (1536–1612) – jezuita, teolog, pisarz i kaznodzieja
- Andrzej Trzebicki (1607–1679) – biskup krakowski i przemyski, podkanclerzy koronny
- Witold Szeliga Bieliński (1818–1833) – hrabia

### Po utworzeniu Panteonu
- Sławomir Mrożek (1930–2013) – dramatopisarz, prozaik i rysownik, pochowany w panteonie w 2013[3]
- Karol Olszewski (1846–1915) – chemik, profesor Uniwersytetu Jagiellońskiego, pochowany w panteonie w 2018[4]
- Zygmunt Wróblewski (1845–1888) – fizyk, profesor Uniwersytetu Jagiellońskiego, pochowany w panteonie w 2018
- Adam Zagajewski (1945–2021) – poeta, pochowany w panteonie w 2021[5]
- Krzysztof Penderecki (1933–2020)  – kompozytor, dyrygent, profesor Akademii Muzycznej w Krakowie, pochowany w panteonie w 2022[6][7]

### Groby

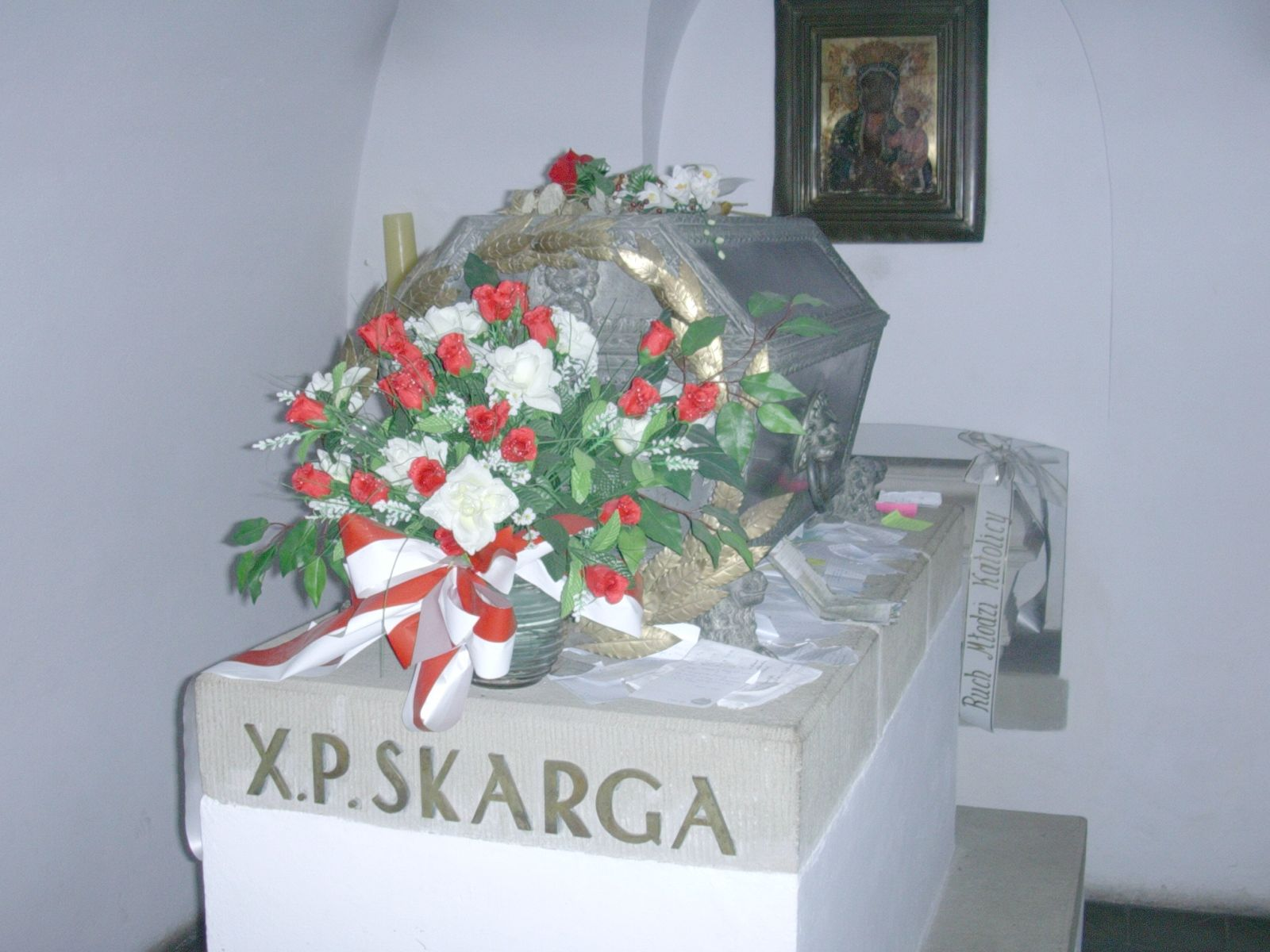
Sarkofag Piotra Skargi
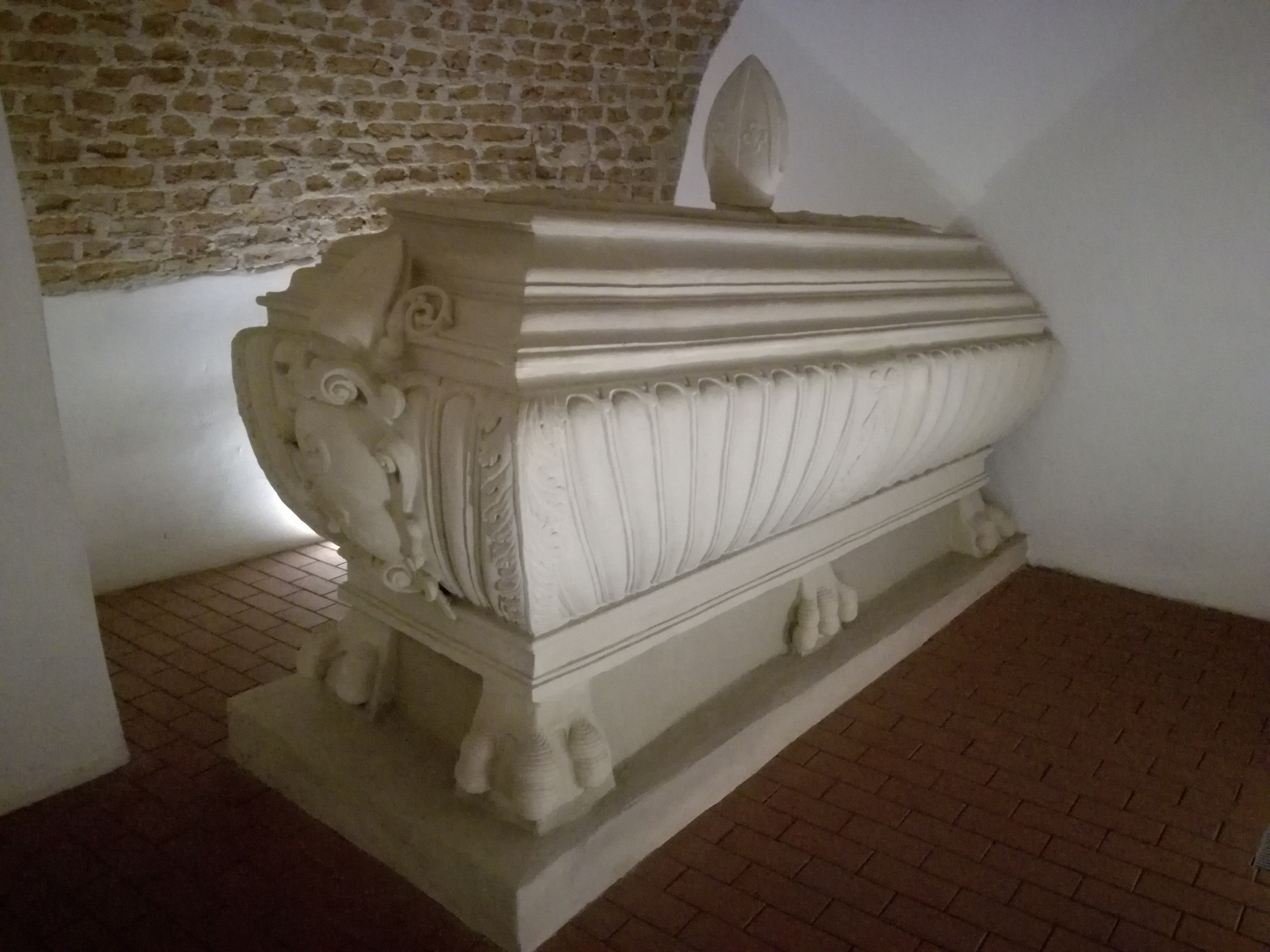
Sarkofag Andrzeja Trzebickiego
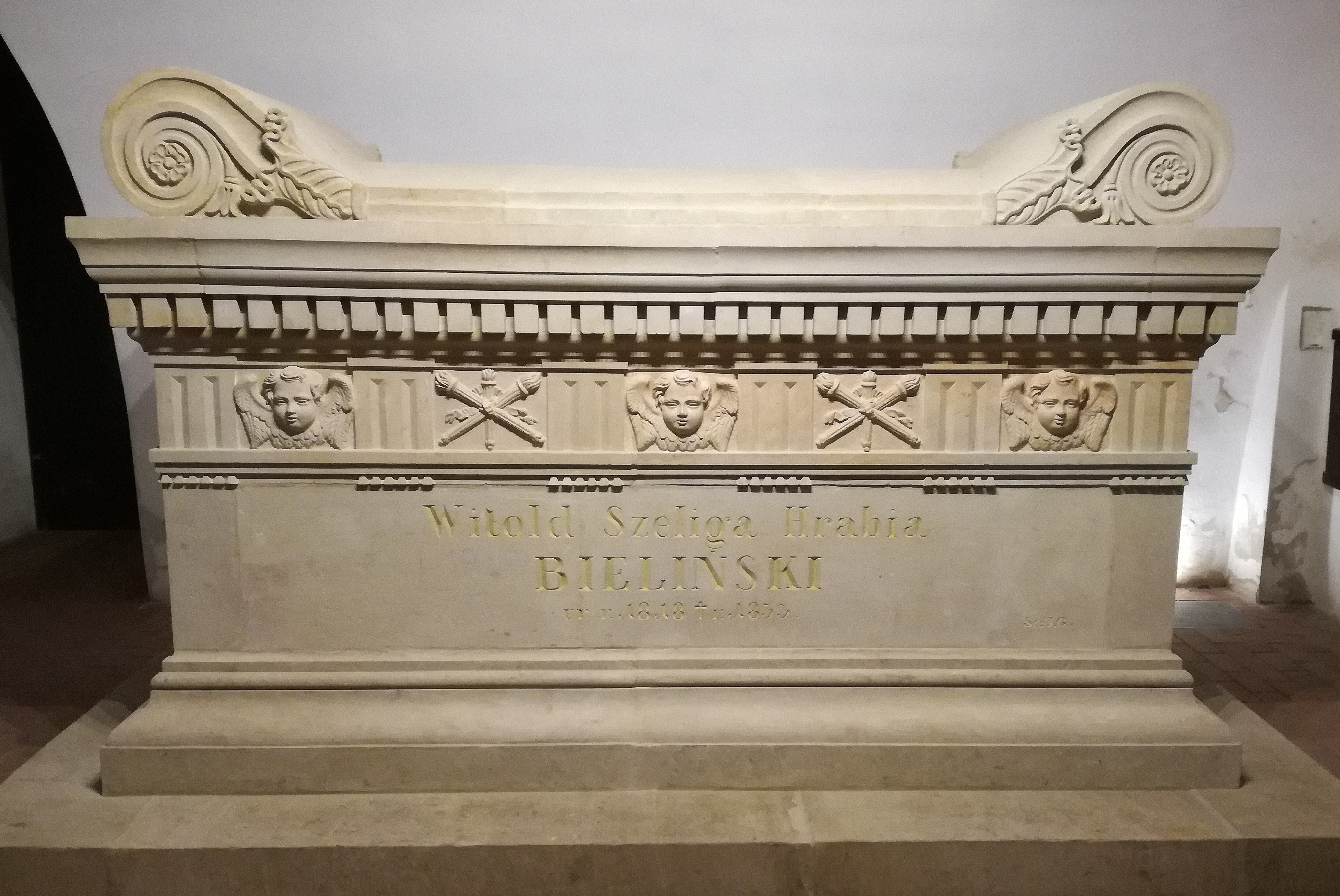
Sarkofag Witolda Szeligi hr. Bielińskiego
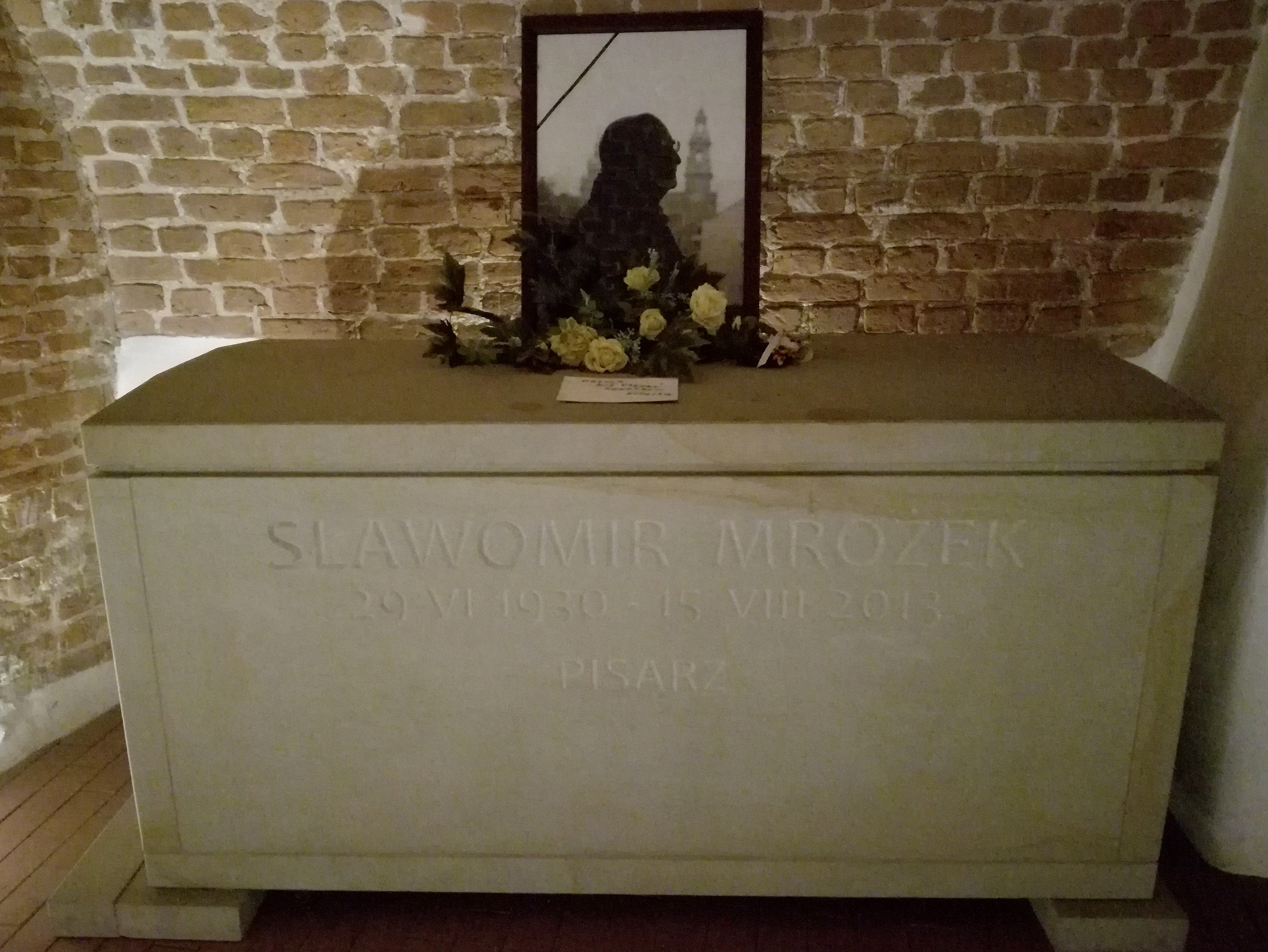
Sarkofag Sławomira Mrożka
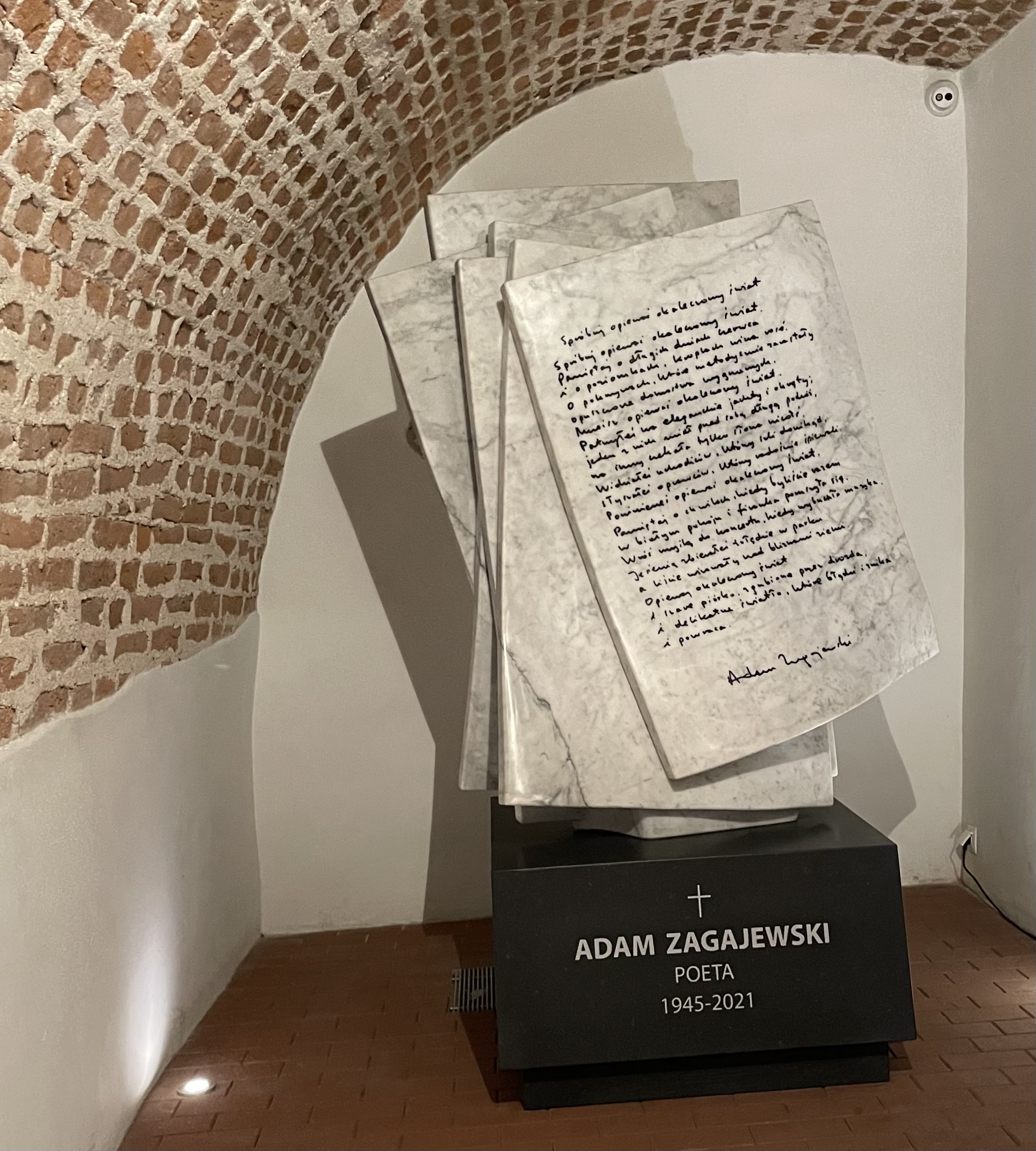
Sarkofag Adama Zagajewskiego
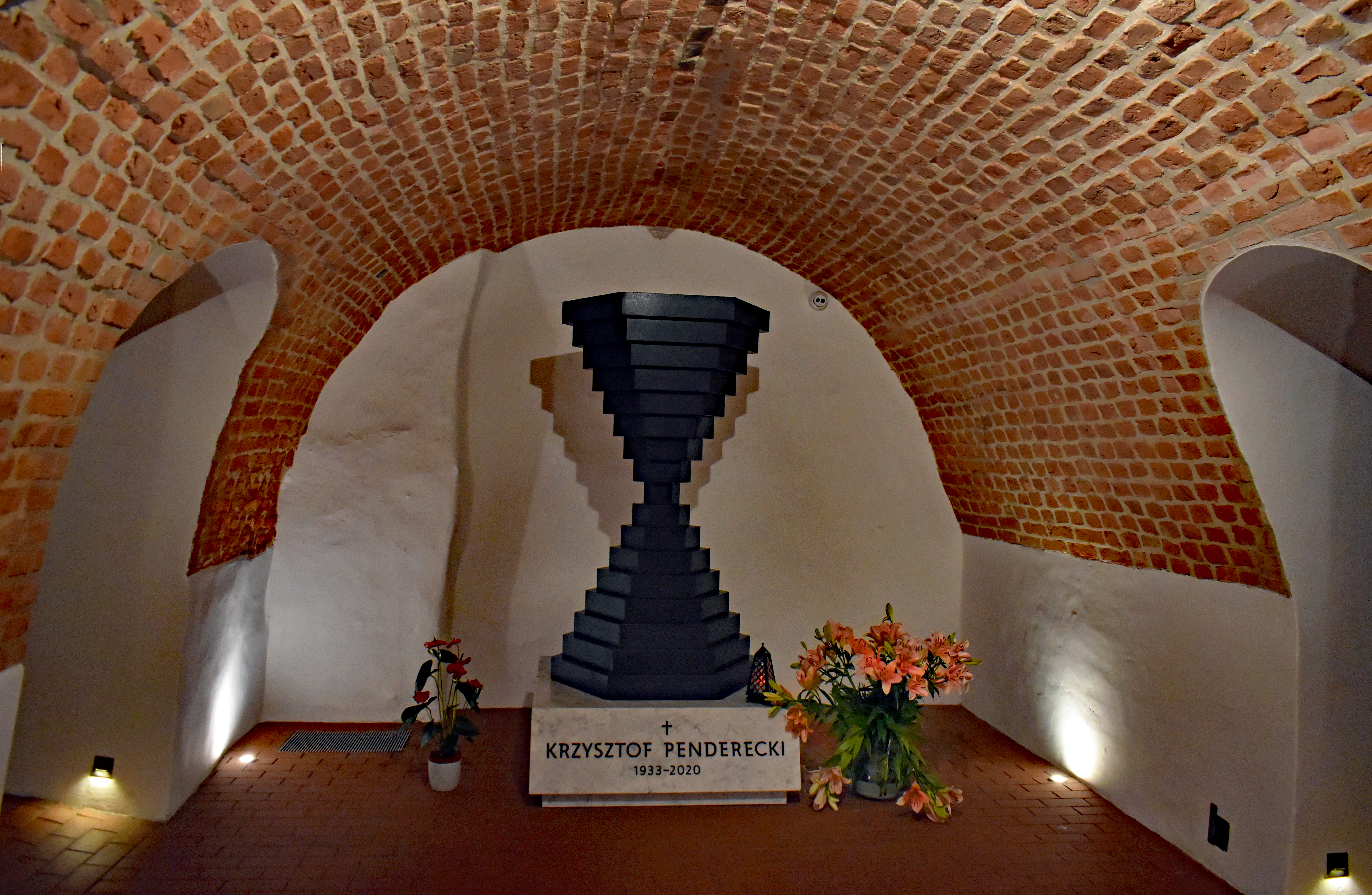
Urna z prochami Krzysztofa Pendereckiego

### Symboliczne groby
6 września 2019 w specjalnym sarkofagu złożono urny z ziemią z miejsc związanych ze śmiercią lub pochówkiem Mariana Rejewskiego (1905–1980), Henryka Zygalskiego (1908–1978) i Jerzego Różyckiego (1909–1942).